# Scortum barcoo
Scortum barcoo är en fiskart som först beskrevs av Mcculloch och Waite, 1917.  Scortum barcoo ingår i släktet Scortum och familjen Terapontidae. Inga underarter finns listade i Catalogue of Life.